# Pacte Ibérique
Le Pacte Ibérique ou Traité d'amitié et de non-agression luso-espagnol est un traité signé le 17 mars 1939 par le président du Conseil du Portugal, António de Oliveira Salazar, et le frère de Franco, chef de l'État espagnol : Nicolás Franco Bahamonde, ambassadeur d'Espagne.
La position et l'action, principalement diplomatique, du Portugal sur la Guerre civile espagnole, au niveau régional et international, ont contribué à la victoire des Nationalistes espagnols. Ce soutien entraîna[réf. nécessaire] la signature d'un traité de non-agression entre les deux pays le 17 mars 1939.
Les termes de l'accord prévoyaient la reconnaissance par les deux pays de leurs frontières respectives, l'instauration de relations d'amitié et l'engagement de consultations diverses visant à une action concertée. Ce traité consacre de manière implicite une communauté d'intérêt et un pacte entre deux régimes qui étaient proches idéologiquement.
Curieusement, les négociations ont abouti à la signature du traité avec le soutien actif de la diplomatie britannique, qui voyait dans cette alliance un contrepoint bénéfique aux visées expansionnistes de l'Allemagne et de l'Italie dans le continent, surtout puisque ces deux puissances jouaient déjà un rôle important dans la guerre d'Espagne.
Les termes de l'alliance de 1939 ont été précisés dans un protocole additionnel datant du 29 juillet 1940, qui instituait de manière obligatoire une concertation mutuelle des deux états ibériques.
Cet accord avec le Portugal expliquerait en partie la position de non-intervention de l'Espagne à la Seconde Guerre mondiale malgré les positions interventionnistes de certains secteurs politiques espagnols.
Avec la chute des régimes salazaristes et franquistes, les deux pays signèrent en 1978 un nouveau traité d'amitié et de coopération, la composante militaire du traité original en moins.